# Миллиардеры поневоле
«Миллиардеры поневоле: как создавался Facebook, история о сексе, деньгах, гениальности и предательстве» (англ. The Accidental Billionaires: The Founding Of Facebook, A Tale of Sex, Money, Genius, and Betrayal) — роман Бена Мезрича о создателях социальной сети Facebook — Марке Цукерберге и Эдуардо Саверине.

## История создания
Идея создания книги, как утверждает сам автор, возникла, когда на его веб-сайт для почты фанатов пришло письмо от студента старших курсов Гарварда, утверждавшего, что знаком с создателем сети Facebook, о котором никто не знает. Таким образом, в Bar 10 в отеле Вестин, Бостон, Мезрич познакомился с Эдуардо Саверином, соучеником Марка Цукерберга по Гарварду. Источником большей части материалов для книги стал именно Эдуардо Саверин и его рассказы о том, как создавалась данная сеть и как потом он потерял все. Мезрич также утверждает, что книга основана на интервью с другими людьми, связанными с этим делом и на разных документах, большей частью на судебных исках между Цукербергом и Саверином и Цукербергом и братьями Кэмероном и Тайлером Уинклвосс (англ. Cameron and Tyler Winklevoss). Это другие соученики Цукерберга, которые утверждали, что Марк украл их идею создания уникальной закрытой сети. В итоге близнецы выиграли дело и по официальным данным получили компенсацию в 65 миллионов долларов .
С Марком Цукербергом Мезрич никогда не общался, несмотря на все попытки добиться встречи для того, чтобы прокомментировать историю, рассказанную Саверином. Также автор не признается, беседовал ли он когда-нибудь с Шоном Паркером, соучредителем потокового музыкального сервиса Napster и сооснователем Facebook.

## Сюжет
Основатели социальной сети Facebook Эдуардо Саверин и Марк Цукерберг были малопримечательными студентами Гарварда, поначалу не пользовавшимися особым успехом у девушек на кампусе этого престижного университета. Компьютерный гений Марка однажды проявился во всей своей мощи, когда ему удалось взломать университетский сервер, чтобы создать базу данных всех студенток с возможностью оценивать девушек по определенной шкале. В результате Марк едва не был отчислен из Гарварда. Но оказалось, что тогда он стоял у истоков крупнейшей в мире социальной сети, которая спустя всего несколько лет уже стоила миллиарды долларов. Дальнейшее повествование наполнено историями о хитроумных инвесторах, сногсшибательных женщинах и прочих деталях жизни основателей Facebook. Один из парадоксов состоял в том, что, пока социальная сеть соединяла десятки миллионов людей во всем мире, она в то же время с непреодолимой силой разъединяла двух своих создателей, бросая всё новые вызовы их крепкой студенческой дружбе.

## Экранизация
В 2010 году книга была экранизирована режиссёром Дэвидом Финчером, исполнительным продюсером фильма стал Кевин Спейси (ему также была отведена эпизодическая роль одного из профессоров Марка в Гарварде), а одним из сценаристов сам Бен Мезрич.
| Актёр              | Роль            |
| ------------------ | --------------- |
| Джесси Айзенберг   | Марк Цукерберг  |
| Джастин Тимберлейк | Шон Паркер      |
| Эндрю Гарфилд      | Эдуардо Саверин |

«Социальная сеть» была номинирована на премию «Золотой глобус» в 6 номинациях (на 1 номинацию меньше, чем главный конкурент, историческая лента «Король говорит!»). Победила в номинациях «лучший драматический фильм», «лучшая режиссура», «лучший сценарий» и «лучшая музыка». Номинирована на премию «Оскар» 2011 года в 8 номинациях.

## Критика
Мезрича уже критиковали за создание вымышленных персонажей для произведения «Дом вверх дном», в предисловии автор оправдывает свои методы написания книг. По его словам, новая работа — это серьёзное произведение, в котором воссозданы все реальные диалоги и сцены. Некоторые могут называть книгу художественной литературой, но издательский дом Doubleday смело позиционирует её как документальное произведение. В интервью для веб-сайта Fortune.com Мезрич сообщал: «В книге есть места, где я делаю правильные домыслы».